# Willibald Toscher
Willibald Toscher (* 24. Juli 1948 in Salzwedel) ist ein deutscher Politiker (CDU).
Toscher besuchte die Polytechnische Oberschule in Salzwedel und machte eine Lehre zum Elektromonteur an der Betriebsberufsschule Energie Genthin. An der Ingenieurhochschule Zittau erwarb er den Titel des Hochschulingenieurs für Elektroenergiewesen. Der berufliche Elektromonteur arbeitete ab 1973 in verschiedenen Betrieben im Bereich Investitionen und von 1987 bis 1990 als Geschäftsführer der Einkaufs- und Liefergenossenschaft Metall Salzwedel. Nach der Wende war er unter anderem Mitinhaber der Technische Dienste GmbH in Schwerin.
Toscher trat im Februar 1989 der CDU bei, bei der er stellvertretender Vorsitzender im Kreis Salzwedel und dort auch Mitglied des Vorstands der Mittelstands- und Wirtschaftsvereinigung der CDU/CSU war. 1990 gehörte er der letzten Volkskammer sowie bis zum Jahresende auch dem Deutschen Bundestag an. Später wurde er Vorsitzender der Bürgerstiftung im Altmarkkreis Salzwedel.